# Bertrand Djossou
Bertrand Djossou (ur. 1976 w Beninie) – beniński duchowny katolicki, doktor prawa kanonicznego, rektor w Wyższym Seminarium Saint-Gall w Ouidah. 
Studiował w Niższym Seminarium św. Pawła w Djimé, w Niższym Seminarium Notre Dame de Fatima w Parakou, w Seminarium Propedeutycznym w Akpro-Missérété oraz w Wyższym Seminarium Saint-Gall w Ouidah. Doktoryzował się z prawa kanonicznego na Papieskim Uniwersytecie Urbaniana w Rzymie (podczas pobytu w tym mieście blisko zapoznał biskupa Oliviera de Germay'a). Od 2022 był trenerem-rezydentem i wykładowcą z zakresu prawa kanonicznego w Wyższym Seminarium Saint-Gall w Ouidah. W 2024 został rektorem tej uczelni (mianował go na to stanowisko kardynał Luis Antonio Tagle, proprefekt Dykasterii ds. Ewangelizacji).